# Hamilton (skotsk släkt)
Hamilton är en månghövdad engelsk-skotsk släkt, ursprungligen skotsk klan.

## Historik
Släkten Hamilton härstammar från Skottland. En normand vid namn Walter Fitz-Gilbert av Hambledon (omkring 1250–1346) flyttade till Renfrewshire och nämns för första gången, som vittne, i ett kungligt fribrev till Paisley kloster gällande sillfiske i Clyde.
Under Skotska frihetskriget var Fitz-Gilbert guvernör på Bothwells slott på uppdrag av engelska kronan men gick över till Robert the Bruces sida och belönades med en del av från klanen Comyn beslagtagna ägor. Till hans nya tillgångar hörde baronvärdighet och slottet Cadzow och dess lantegendomar, som senare blev staden Hamilton. Familjens makt växte genom dess fortsatta lojalitet gentemot det skotska kungahuset.
De två familjerna kom att stå varandra ännu närmare 1474 då James, den förste lorden Hamilton, gifte sig med prinsessan Mary, dotter till kung Jakob II. Deras son blev earl av Arran och stod därefter i tur att ta över den skotska tronen. Familjen slog sig ner på ön Arran 1503 och under större delen av århundradet var en Hamilton tronarvinge.
De svenska förgreningarna utgår från Malcolm Hamilton of Monea (Monea), som avled 1629. Malcolm Hamilton av Monea utvandrade till Irland där han blev ärkebiskop av Cashel i Cashel. Han tillhörde grenen Dalserf från Lanarkshire i Skottland.

## Medlemmar
- William Hamilton (lordkansler), lordkansler av England till sin död 1307.
- James Hamilton of Cadzow, död 1479
- James Hamilton, 1:e earl av Arran (omkring 1475–1529)
- Patrick Hamilton (1504–1528), martyr
- James Hamilton, hertig av Châtellerault (omkring 1516–1575)
- James Hamilton, 3:e earl av Arran (omkring 1537–1609)
- James Hamilton, 1:e earl av Abercorn (omkring 1575–1618)
- James Hamilton, 2:e markis av Hamilton (1589–1625)
- James Hamilton, 2:e earl av Abercorn (omkring 1604–omkring 1670)
- James Hamilton, 1:e hertig av Hamilton (1606–1649)
- William Hamilton, 2:e hertig av Hamilton, (1616-1651), hertig av Hamilton.
- Anthony Hamilton (1646–1720), fransk-irländsk författare
- James Hamilton, 4:e hertig av Hamilton (1658–1712)
- James Hamilton, 6:e earl av Abercorn (omkring 1661–1734)
- James Hamilton, 7:e earl av Abercorn (1686–1744)
- James Hamilton, 5:e hertig av Hamilton (1703–1743)
- James Hamilton, 8:e earl av Abercorn (1712–1789)
- James Hamilton, 6:e hertig av Hamilton (1724–1758)
- James Hamilton, 2:e earl av Clanbrassil (1730–1798)
- William Hamilton (diplomat) (1730–1803), skotsk diplomat, arkeolog och vulkanolog.
- James Hamilton, 7:e hertig av Hamilton (1755–1769)
- Alexander Hamilton (1757-1804), amerikansk politiker
- Emma Hamilton (1765-1815), brittisk kurtisan
- William Hamilton (filosof) (1788-1856), skotsk filosof.
- James Hamilton, 1:e hertig av Abercorn (1811–1885)
- James Hamilton, 2:e hertig av Abercorn (1838–1913)
- Ian Standish Monteith Hamilton, (1857-1947) brittisk general.
- James Hamilton, 3:e hertig av Abercorn (1869–1953)
- James Hamilton, 4:e hertig av Abercorn (1904–1979)
- James Hamilton, 5:e hertig av Abercorn (född 1934)
- Anthony Hamilton-Smith, 3:e baron Colwyn (född 1942), engelsk peer, lagstiftare och tandläkare